# Tolmiea
Tolmiea es un género con dos especies de plantas de flores de la familia Saxifragaceae. 

## Especies seleccionadas
- Tolmiea menziesii
- Tolmiea occidentalis

## Sinónimo
- Leptaxis

- Datos: Q15704941
- Multimedia: Tolmiea / Q15704941
- Especies: Tolmiea